# پل ساسانی
پل ساسانی اثری تاریخی مربوط به دوره ساسانیان است و در غرب گور، ۵۰۰ متری دروازه بهرام واقع شده و این اثر در تاریخ ۱۶ مهر ۱۳۷۹ با شمارهٔ ثبت ۲۷۹۰ به‌عنوان یکی از آثار ملی ایران به ثبت رسیده است.